# Aspergevlieg
De aspergevlieg (Plioreocepta poeciloptera) is een vliegensoort uit de familie van de boorvliegen (Tephritidae). De wetenschappelijke naam van de soort is voor het eerst geldig gepubliceerd in 1776 door Schrank.